# Тиберий Юлий Ферокс
Тиберий Юлий Ферокс (лат. Tiberius Iulius Ferox) — римский политический деятель конца I века — начала II века.
В 99 году Ферокс, занимавший должность консула-суффекта, участвовал в расследовании дела Мария Приска, обвинённого в вымогательстве.
В 103 году он был куратором русла Тибра, а в 111 году легатом пропретором неизвестной провинции. В 116/117 году Ферокс находился на посту проконсула провинции Азия.
Он был близким другом Плиния Младшего.